# Puchar Zdobywców Pucharów OFC
Puchar Zdobywców Pucharów OFC (ang. Oceania Cup Winners' Cup) – klubowe rozgrywki piłkarskie dla zdobywców Pucharów krajowych Oceanii organizowane przez OFC (ang. Oceania Football Confederation) w 1987 roku.

## Historia
Zapoczątkowany został w 1987 roku przez OFC jako Oceania Cup Winners' Cup. W rozgrywkach uczestniczyły zespoły, które zdobyły Puchar krajowy w ostatnim sezonie. Pierwszym zwycięzcą został Sydney City, który pokonał w finale 2:0 North Shore United.

## Finały
| 1987 Szczegóły | Sydney City | 2:0 | North Shore United | Fuji Film Stadium, Auckland | 1 000 |

## Klasyfikacja medalowa
| Miejsce | Kraj          | Klub               | Zwycięzca | Finalista | Razem | Lata zwycięstw | Lata porażek |
| ------- | ------------- | ------------------ | --------- | --------- | ----- | -------------- | ------------ |
| 1.      | Australia     | Sydney City        | 1         | 0         | 1     | 1987           |              |
| 2.      | Nowa Zelandia | North Shore United | 0         | 1         | 1     |                | 1987         |

## Osiągnięcia krajowe
| Miejsce | Kraj          | Zwycięzca | Finalista | Razem |
| ------- | ------------- | --------- | --------- | ----- |
| 1.      | Australia     | 1         | 0         | 1     |
| 2.      | Nowa Zelandia | 0         | 1         | 1     |